# Mantella crocea
Mantella crocea is een kikker uit de familie gouden kikkers (Mantellidae). De soort komt endemisch voor op het Afrikaanse eiland Madagaskar.

## Uiterlijke kenmerken
Mantella crocea is een relatief kleine Mantella-soort. Mannetjes hebben een lichaamslengte tussen de 17 en 24 millimeter, vrouwtjes worden 23 à 24 millimeter. De ledematen, kop, bovenzijde en achterste gedeelte van de flanken zijn geel, oranje of lichtgroen. Vooral bij de gele exemplaren zijn deze gedeeltes bedekt met kleine zwarte vlekjes. De zijkant van de kop en de overige gedeeltes op de flanken zijn zwart. De achterpoten hebben bij veel exemplaren een roodgevlamde tekening. Aan de zwarte onderzijde heeft M. crocea grijze of lichtblauwe vlekjes of een gele tekening. Net als veel andere Mantella-soorten heeft deze kikker een lichtgekleurde hoefijzervormige tekening op de keel.

## Gedrag en leefwijze
Mantella crocea is een dagactieve kikker en leeft in de strooisellaag van bosranden. Mannetjes laten zich horen door onregelmatige series van korte, snerpende geluiden. Het vrouwtje legt haar eieren in de grond, waarop de kikkervissen tijdens het regenseizoen naar nabijgelegen stroompjes spoelen, waar ze verder ontwikkelen.

## Verspreiding
Mantella crocea is endemisch op Madagaskar en is in slechts een drietal locaties in het centrale oosten van het eiland aangetroffen, op een hoogte van 800 tot 1057 meter boven zeeniveau:
- Ifoha, een plaats ten westen van het Nationaal park Mantadia
- Een bos ten oosten van het dorp Ambohimanarivo
- Buiten het Nationaal park Zahamena

De kikker is hier aangetroffen aan de randen van regenwouden, in de buurt van moerassen. Hij is niet aangetroffen in open gebieden.

### Beschermingsstatus
Het totale leefgebied van Mantella crocea is  waarschijnlijk kleiner dan 500 vierkante kilometer en gaat zowel in grootte als kwaliteit achteruit. Het gebied wordt bedreigd door rooflandbouw, houtkap, kolenmijnwerkzaamheden, de verspreiding van de invasieve eucalyptusplant, overbegrazing en de toename van menselijke bewoning. M. crocea is derhalve als 'bedreigd' (EN of Endangered) opgenomen op de Rode Lijst van de IUCN. Mogelijk vormt de export voor de handel in exotische diersoorten ook een bedreiging. Op de lijst van CITES is M. crocea derhalve opgenomen in Bijlage II, wat wil zeggen dat voor de export een vergunning moet worden aangevraagd.

## Taxonomie
Mantella crocea werd in 1990 wettig gepubliceerd door de Duitse herpetologen Thomas Pintak en Wolfgang Böhme. In het leefgebied van deze kikker komt ook M. milotympanum voor en er zijn hier kleurvariaties van beide soorten aangetroffen. Het is niet zeker of deze het resultaat zijn van kruisingen of dat beide soorten synoniem zijn met zeer uiteenlopende kleurvariaties.